# W. Wallace McDowell Award
Der W. Wallace McDowell Award ist ein Informatik-Preis des IEEE und eine von dessen höchsten Auszeichnungen. Sie ist nach W. Wallace McDowell benannt, der die Entwicklung der IBM 701 leitete.

## Preisträger
- 1966 Fernando José Corbató
- 1967 John W. Backus
- 1968 Seymour Cray
- 1969 Herman Lukoff
- 1970 Frederick P. Brooks
- 1971 Tom Kilburn
- 1972 Jean Hoerni
- 1973 David A. Huffman
- 1974 Shmuel Winograd
- 1975 Gordon Bell
- 1976 Gene Amdahl
- 1977 Robert S. Barton
- 1978 Gordon Moore
- 1979 Grace Hopper
- 1980 Donald E. Knuth
- 1981 Maurice V. Wilkes
- 1982 Rex Rice (erste LSI-Halbleiterspeicher-Systeme, Dual in-line package)
- 1983 Daniel Slotnick (Parallelcomputer ILLIAC IV)
- 1984 Thomas M. McWilliams, Lawrence C. Widdoes Jr. (für Structured Computer Aided Logic, SCALD)
- 1985 William D. Strecker (VAX-Architektur)
- 1987 Sidney Fernbach
- 1988 William Poduska
- 1989 Edward B. Eichelberger, Thomas W. Williams (Scan-Techniken zum Testen logischer Schaltkreise)
- 1990 Lawrence Roberts (Packet Switching Technology im ARPA Network)
- 1994 Federico Faggin (Silizium-Gate-Technik, erster kommerzieller Mikroprozessor)
- 1995 Kenneth W. Kennedy (Compiler-Optimierung, parallele Software)
- 1996 Tim Berners-Lee
- 1997 Marc Andreessen, Eric Bina (Mosaic Browser)
- 1998 Tilak Agerwala
- 1999 Yale Patt
- 2000 Ray Ozzie (Lotus Notes)
- 2001 Pradeep Khosla (rekonfigurierbare Realtime-Software-Systeme)
- 2002 Jaishankar Menon (Datenspeicherungssysteme, RAID-Technologie)
- 2003 Sartaj Sahni (Theorie NP-schwieriger und NP-vollständiger Probleme)
- 2004 Simon Lam (Netzwerk-Protokolle, Computersicherheit)
- 2005 Krishan Sabnani (Netzwerk-Protokolle, WLAN)
- 2006 Benjamin W. Wah (Optimierung)
- 2007 Anil K. Jain (Mustererkennung, biometrische Erkennungssysteme, Computer Vision)
- 2008 Krishna Palem (Embedded Computing)
- 2009 Han Jiawei (Data-Mining)
- 2011 Ian F. Akyildiz (Sensornetze)
- 2012 Ronald Fagin (Datenbank-Theorie)
- 2013 Maurice Herlihy (Mehrprozessorsysteme)
- 2014 Hanan Samet
- 2015 Viktor K. Prasanna
- 2016 Dexter Kozen
- 2017 Srinivas Devadas
- 2018 Moti Yung
- 2019 Rajesh K. Gupta
- 2020 Sushil Jajodia
- 2021 Charu Aggarwal
- 2022 Rafail Ostrovsky
- 2023 Amit P. Sheth
- 2024 Ming Li
- 2025 Raghu Meka